# Фриролл
Фриролл (англ. freeroll) — покерный термин, имеющий два значения. В первом значении это определённая ситуация в игре, во втором — специфический вид покерных турниров.

## Фриролл — ситуация в игре
При розыгрыше в покере ситуация фриролла возникает перед раздачей последней карты, когда одному из игроков как минимум гарантировано разделение банка с другим игроком вне зависимости от выпадения последней карты, но при этом у него есть шанс дальнейшего улучшения и выигрыша всего банка. Довольно часто такая ситуация возникает в хай-лоу играх, где у одного игрока есть гарантированно выигрышная лоу-рука (он как минимум получит пол банка за лоу), плюс есть возможность улучшиться на ривере до стрита или флэша и выиграть вторую половину банка за хай.
Ситуация фрирола встречается и в техасском холдеме, чаще всего, когда у обоих противников одинаковые стриты, но один из них имеет также флэш-дро. Например, у Сергея 10♣A♣, а у Михаила 10♥A♥. На столе лежит K♣Q♥7♣J♠, то есть в данный момент у обоих игроков натсы и они делят банк, но при этом любая трефа даст Сергею флэш, и он выиграет банк. В данной ситуации у Михаила нет шансов выиграть, и Сергей получает фриролл.
Когда игрок понимает, что у него есть фрирол, он должен стараться максимально повышать ставки — он ничего не теряет, но может и приобрести. В то же самое время второй игрок, не подозревая о ситуации, может играть на руку первому игроку, поднимая ставки с текущей старшей комбинацией.

## Фриролл — покерный турнир
Фриролл — турнир без турнирного взноса. Хотя, необходимо заметить, что «без турнирного взноса» и «бесплатный» не всегда одно и то же.
Во фрироллах, в отличие от обычных турниров, где призовой фонд создаётся за счёт средств участвующих игроков, призы выделяют сами покер-румы, спонсоры, телевизионные компании, зрители и т. д. Обычная цель подобных турниров — рекламная. В качестве призов фрироллов могут быть деньги, вещи (покерные книги, аксессуары и т. д.) или право на выступление в другом покерном турнире (фрироллы-сателлиты).
Если говорить о бесплатности фрироллов, то есть такие, где может участвовать любой желающий, но часто покер-румы ставят дополнительные требования. Например, фриролл для игроков, сделавших первый депозит, фриролл по приглашениям для постоянных игроков, фриролл для игроков, отыгравших определённое количество сдач в предыдущий день/неделю/месяц, фрироллы по паролям для посетителей покерных сайтов и т. д. Также есть фрироллы без турнирного взноса, но с платными ребаями и аддоном, то есть можно участвовать и бесплатно, но для повышения шансов на выигрыш лучше заплатить дополнительно, - так называемые фрибаи.
Не стоит путать фрироллы с турнирами «на фантики», где игра ведётся лишь на виртуальные фишки и реального выигрыша игрок не получит. Также в онлайне есть турниры за очки (игрок получает очки за игру на реальные деньги, потом эти очки можно конвертировать в деньги или товары), которые не совсем верно относить к фрироллам.
В онлайне довольно много фрироллов с призовым фондом от десяти долларов до десятка тысяч. В офлайне примером фриролла может быть Professional Poker Tour, где участники не платят турнирных взносов, но туда приглашаются только лучшие игроки по результатам их участия в других турнирах. Фрироллы могут быть не только в покере, бесплатные турниры также организовывают казино в таких играх как рулетка, блек-джек, кости, слоты и т. д.

## Отрицательный фриролл
Отрицательный фриролл (англ. negative freeroll) — ситуация в безлимитном или пот-лимитном покере в ожидании ва-банка (у одного из игроков остался маленький стек и единственная его реальная ставка — ва-банк), когда первый игрок говорит «чек» в ситуации, где он будет вынужден ответить на ставку противника (из-за высоких шансов банка и силы своей руки). Если у второго игрока комбинация лучше — он поставит, и первый игрок, как было сказано выше, ответит, проиграв банк. Однако, если у второго игрока рука слабее, он может просто сказать «чек», сохранив остатки стека. Понятно, что первый игрок в такой ситуации обязан ставить, иначе он теряет деньги, тем не менее, игроки низких лимитов часто играют неправильно в ситуации негативного фриролла.
В качестве примера отрицательного фрирола можно привести раздачу главного турнира WSOP 2005 с участием Дженифер Харман и Кори Зейдмана (из книги Dan Harrington, Bill Roberty «Harrington on Holdem. Volume 3: The Workbook»). У Дженифер были Q♦Q♣ на столе лежали Q♥J♦10♠10♦7♦, причём Кори с самого флопа проявлял агрессию. В банке более $10000, в то время как у игроков остаётся только $5800 и $2500, первый ход Дженифер. У Дженифер третий натс, её бьют только 10♥10♣ и 9♦8♦, но, судя по игре Кори, он вполне может иметь одну из этих рук. Но также он может иметь целый ряд рук, слабее фула дам. Понятно, что когда у одного из игроков меньше четверти банка, игра будет идти на весь стек. Если Дженифер поставит, то Кори обязательно ответит с одной из старших комбинаций, а в случае её чека на столь опасной доске, он может прочекать вслед со средней силы картой. В этой ситуации Дженифер, как хороший игрок, пошла ва-банк и Кори ответил с 9♦8♦ — стрит-флэш.